# M37 HMC
M37 Howitzer Motor Carriage – amerykańska haubica samobieżna zaprojektowana w okresie II wojny światowej.
Pomimo swojej niezawodności M7 Priest, który był wówczas standardową haubicą samobieżną armii amerykańskiej, nie był konstrukcją do końca udaną. Uważano, że jest zbyt ciężka (22,9 t) i powolna (maks. 40-42 km/h). Postanowiono więc zaprojektować nowy pojazd, tym razem bazujący na podwoziu czołgu lekkiego M24 Chaffee. W tym samym czasie na tym samym podwoziu zaprojektowano także pojazdy M41 HMC i M19 GMC.
Nowo powstały pojazd był bardzo podobny do starego M7, włącznie z charakterystyczną "amboną" mieszczącą karabin maszynowy. W porównaniu z M7, M37 był krótszy i szerszy przez co był wygodniejszy i miał więcej miejsca dla załogi i przechowywania amunicji. Kąt ostrzału haubicy w pionie od -10° do +45°, w poziomie 45°. Tego samego modelu haubicy użyto jako uzbrojenie jednej z odmian czołgu M4 Sherman (105). Maksymalna donośność pocisków była równa 11 250 m.
Łącznie wybudowano 316 egzemplarzy tego pojazdu (z 448 pierwotnie zamówionych), wszedł na uzbrojenie armii w 1945 i nie zdążył wziąć udziału w walkach II wojny światowej.